# Karangmuncang
Karangmuncang is een bestuurslaag in het regentschap Kuningan van de provincie West-Java, Indonesië. Karangmuncang telt 3104 inwoners (volkstelling 2010).